# Timur Artěmjev
Timur Vladimirovič Artěmjev (rusky Тимур Владимирович Артемьев; * 19. července 1974, Sovětský svaz) je ruský podnikatel.

## Podnikání
V dubnu 1997 založil spolu s Jevgenijem Čičvarkinem Euroset, jež se stala největší ruskou maloobchodní firmou prodávající mobilní telefony. V roce 2007 byl Artěmjev hodnocen v žebříčku ruského časopisu Finans jako 119. nejbohatší člověk Ruska s majetkem odhadovaným na 450 miliónů amerických dolarů. V pořadí nejúspěšnějších ruských podnikatelů ve věku do třiceti let podle tohoto časopisu zaujal druhé místo za Vladimirem Androsikem (rusky Владимир Андросик. V září 2008 svůj podnik prodal za 1.25 miliardy amerických dolarů. Po té emigroval do Velké Británie a koupil si za £12 miliónů Aldworth House, v němž bydlel anglický básník Alfred Tennyson. Od té doby bydlí Artěmjev na londýnském předměstí.

## Osobní život
Timur Artěmjev je rozvedený, má syna a dvě dcery.